# 南瀬奈
南 瀬奈（みなみ せな、1988年10月30日 - ）は、日本の芸能マネージャー。元AV女優。

## 略歴・人物
2016年にAVデビュー。所属事務所はカプセルエージェンシー。
2018年10月より無期限休業に入り、12月に引退。
引退後はカジノディーラーを経て所属していたカプセルエージェンシーのマネージャーとなった。
現役時代は目立つ女優ではなかったが、2021年以降、顔出しできる全パブマネージャーとして活動する。芸能マネージャーとしては主に新人女優を担当。
マネージャーとなって、自分の女優時代の担当マネージャーに感謝の思いを感じたという。

## 出演作品

### アダルトDVD
2016年
- 脅迫マンション 徹底凌辱「若妻OL」（2月1日、熟女塾）
- 町内の奥さま まるごと全員に種くばり（4月1日、ZUKKON/BAKKON）
- 素人娘がハレンチポーズでストップ!! 固定バイブで時間よ止まれ!ゲーム 感じても絶対に動いちゃダメ!負けたら中出しエロ罰ゲーム!!（5月26日、ROCKET）
- 尻ざんまい（6月1日、熟女塾）
- 全裸オイルキャットファイト 7 HANABI 強い女の中の女たち出てこいや!8人制最強美女決定トーナメント2016夏の陣（6月9日、ROCKET）
- HYPER HIGHLEG QUEEN DELUXE（7月7日、デジタルアーク）
- 夏合宿中のビーチバレー選手にアスリート系AV男優が挑戦!! ビーチバレー対決で負けたら中出しビーチFUCK（7月7日、ROCKET）
- テコパ 手コキパーティー 潜入撮影成功 手コキマニアな肉食スケベ女子15人（8月7日、デジタルアーク）
- パンチラ株式会社 2（8月7日、デジタルアーク）
- GROOVIN' パンチラダンス 超ミニスカお姉さん 3（9月25日、デジタルアーク）
- 逆上拘束連姦 〜男に…女に…飽きるまで犯される（10月1日、FAプロ）
- 暴行ドリルアナル拷問（11月1日、中嶋興業）
- AV誕生35周年メモリアル 全裸スポーツの祭典 ガチンコ全裸女子レスリング 48Kg級編 5分×2ピリオド制、ガチのレスリングルールとレズリング特別ルールで戦う新たな女闘レズリーグ戦!!（11月23日、ROCKET）
- 本当にチ○ポが好き過ぎるドスケベお姉様（11月25日、デジタルアーク）
- 喰い込み女教師股間責め（12月1日、ROCKET）

2017年
- 絶叫2穴オイル高級エステサロン 人妻アナル覚醒レズ（1月15日、ピーターズ）
- ナチュラルカバコ捜査官 誰も知らない顔（1月27日、GIGA）
- 東京JKワリキリ援交 放課後プチ援貸し切りバイト（2月10日、MERCURY）
- AJOI 究極の完全主観オナニーサポート! エロポーズでま○こと尻穴を惜しみ無く広げ見せつけ挑発してくるDVD（2月13日、アロマ企画）
- 女戦闘員凌辱洗脳 -tranquilo-（2月24日、GIGA）
- マッサージで感じちゃった僕。 【番外編】 エステ以上M性感未満 その2（2月25日、アロマ企画）
- 濃厚接吻しながら四つん這いで竿を後ろに倒されアナルから雁先まで舐めしゃぶられる 3（3月13日、アロマ企画）
- 突然パンチラで挑発されてこっそりシゴいちゃった僕。 その13（4月13日、アロマ企画）
- 『ノー』と言えないヅマヒト急増中。 ヤレる人妻ハンティング 旦那に内緒で副職AV女優。 人の良さそうなヤリマン奥さんをナンパ発掘→即ハメ→淫乱女優化計画 @三鷹（4月25日、ビッグモーカル）
- チ○ポ挿入した途端に涙目www マジっすか!? 可愛い過ぎるヤンキー娘デビュー! 瀬奈 怖そうなオラオラ系不良娘がおじさんとセックスする時のギャップが超オトメ。【オイルマッサージもあるよ】（11月25日、ビッグモーカル）※「瀬奈」名義

2018年
- 「手」を積極的に使うフェラチオ（4月6日、OFFICE K'S）

### イメージDVD
- 誘惑裸体 メスになるその瞬間（2016年11月28日、INTEC Inc）